# Zlatno pero
Zlatno pero hrvatski je kršćanski i književni časopis.

## Povijest
Časopis je 1998. godine u Zagrebu pokrenuo književnik Bogdan Malešević, s ciljem poticanja liturgijske obnove hrvatske književnosti te ekumenizma. Malešević je i glavnim urednikom časopisa.

## Sadržaj
Časopis donosi priloge tematski vezane za kršćanstvo, s naglaskom na ekumenizmu, osobito između katoličanstva i pravoslavlja. Također, donosi Maleševićeve eseje i prozu, te priloge o umjetnosti i književnosti. Glavne rubrike „Vjera i kultura”, „Crkva jedna” i „Papa svjedok” donose prijevode životopisa, djela i misli manje poznatih ili prevođenih vidioca, karizmatika te pravoslavnih duhovnih učitelja.
Pojedini tekstovi dostupni su u digitalnom obliku.

## Vanjske poveznice
Mrežna mjesta
- Zlatno pero  Arhivirana inačica izvorne stranice od 24. studenoga 2017. (Wayback Machine), službeno mrežno mjesto